# Michael B. Gordon
Michael Benceon Gordon (Los Angeles, 27 februari 1976) is een Amerikaanse scenarioschrijver.

## Carrière
Michael B. Gordon studeerde in 1998 magna cum laude af aan de Universiteit van Pennsylvania in de studierichting Engels. In 2002 maakte hij zijn debuut als filmscenarist. Hij werkte samen met Kurt Johnstad en regisseur Zack Snyder aan het script voor de stripboekverfilming 300 (2006). Enkele jaren later schreef Gordon ook mee aan het verhaal voor de actiefilm G.I. Joe: The Rise of Cobra (2009).
Zijn neef, David Bernad, is een televisie- en filmproducent.

## Filmografie
- 300 (2006)
- G.I. Joe: The Rise of Cobra (2009)